# Флаги Томской области
Список флагов муниципальных образований Томской области Российской Федерации.
На 1 января 2020 года в Томской области насчитывалось 135 муниципальных образований — 4 городских округа, 16 муниципальных районов, 3 городских поселения и 112 сельских поселений.

## Флаги городских округов
| Флаг | Наименование                                     | Дата утверждения | Номер в ГГР |
| ---- | ------------------------------------------------ | ---------------- | ----------- |
|      | Флаг муниципального образования «Город Томск»    | 27 августа 2019  |             |
|      | Флаг муниципального образования «Город Кедровый» | 19 ноября 2009   | 5785        |

| Флаг | Наименование                                      | Дата утверждения | Номер в ГГР |
| ---- | ------------------------------------------------- | ---------------- | ----------- |
|      | Флаг ЗАТО Северск                                 | 25 марта 2004    | 1495        |
|      | Флаг муниципального образования города Стрежевого | 1 февраля 2012   |             |

## Флаги муниципальных районов
| Флаг | Наименование                                         | Дата утверждения | Номер в ГГР |
| ---- | ---------------------------------------------------- | ---------------- | ----------- |
|      | Флаг муниципального образования «Зырянский район»    | 27 февраля 2007  |             |
|      | Флаг муниципального образования «Каргасокский район» | 10 августа 2011  |             |

| Флаг | Наименование                                         | Дата утверждения | Номер в ГГР |
| ---- | ---------------------------------------------------- | ---------------- | ----------- |
|      | Флаг муниципального образования «Молчановский район» | 28 декабря 2020  | 13295       |
|      | Флаг муниципального образования «Томский район»      | 24 марта 2020    |             |

## Флаги сельских поселений
| Флаг | Наименование                                             | Дата утверждения | Номер в ГГР |
| ---- | -------------------------------------------------------- | ---------------- | ----------- |
|      | Флаг Богашёвского сельского поселения Томского района    | 17 декабря 2007  |             |
|      | Флаг Вавиловского сельского поселения Бакчарского района | 25 октября 2006  |             |
|      | Флаг Корниловского сельского поселения Томского района   | 19 января 2006   |             |

| Флаг | Наименование                                                      | Дата утверждения | Номер в ГГР |
| ---- | ----------------------------------------------------------------- | ---------------- | ----------- |
|      | Флаг Зоркальцевского сельского поселения Томского района          | 27 июля 2016     |             |
|      | Флаг Мирненского сельского поселения Томского района              | 16 июля 2020     | 13209       |
|      | Флаг Новокривошеинского сельского поселения Кривошеинского района | 28 марта 2019    | 12326       |

## Упразднённые флаги
| Флаг | Наименование                                  | Дата утверждения               | Дата отмены     |
| ---- | --------------------------------------------- | ------------------------------ | --------------- |
|      | Флаг муниципального образования города Томска | 28 января 1999                 | 18 ноября 2003  |
|      | Флаг муниципального образования города Томска | 18 ноября 2003 10 декабря 2013 | 27 августа 2019 |

| Флаг | Наименование                                     | Дата утверждения | Дата отмены    |
| ---- | ------------------------------------------------ | ---------------- | -------------- |
|      | Флаг муниципального образования «Город Кедровый» | 12 апреля 2007   | 19 ноября 2009 |